# گیدئون تاملینسون
گیدئون تاملینسون (به انگلیسی: Gideon Tomlinson) سناتور سابق عضو حزب ملی جمهوری‌خواه بود. وی در سال ۱۸۳۱ تا ۱۸۳۷ میلادی سناتور ایالت کنتیکت در سنای ایالات متحده آمریکا بود.